# Alfred Remolar i Franch
Alfred Remolar i Franch (Betxí, Plana Baixa, 1977) és un polític valencià, alcalde de Betxí per la Coalició Compromís.
Alfred Remolar és llicenciat en Filologia Catalana i en Comunicació Audiovisual per la Universitat de València. Acabades ambdues carreres, va fer el Curs d'Aptitud Pedagògica, que li permet treballar com a mestre d'escola a Almassora.
Tot i que prèviament havia participat en les llistes locals del BLOC com a independent, Remolar no començarà a militar-hi fins a 2007, any en què encapçalarà la candidatura municipal de Betxí, bo i obtenint-hi dos regidors en l'oposició. A les eleccions de 2011, amb ell repetint com a cap de llista, el BLOC hi va obtenir 5 regidors i va ser investit alcalde, tot governant amb majoria simple durant la resta de la legislatura. Tanmateix, en les eleccions de 2019, Remolar va aconseguir per a la llista de Compromís a Betxí la majoria absoluta dels regidors del Ple, amb 8 de 13.
En les Eleccions generals espanyoles de 2008 va ser el candidat de la coalició BLOC-Iniciativa-Verds al Congrés dels Diputats per la circumscripció de Castelló, sense obtenir representació.